# Thayaga Marumalarchi Kazhagam
Thayaga Marumalarchi Kazhagam – indyjska regionalna partia polityczna, działająca w Tamil Nadu.
Utworzona przez filmowca T. Rajendrana, powstała na skutek rozłamu w Drawidyjskiej Federacji Postępu (DMK) w 1991. W wyborach stanowych z tego samego roku jej kandydaci uzyskali dwa mandaty w Zgromadzeniu Ustawodawczym. W 1996 połączyła się z DMK.